# Mira Craig
Mira Craig (née en 1982) est une chanteuse norvégienne de pop.

## Biographie
Son père est originaire des États-Unis (Louisiane) et sa mère de Norvège ; Mira possède les deux nationalités,,. À l'âge de douze ans, elle auditionne pour l'émission Midt i smørøyet de NRK, où elle chante I Wanna Dance With Somebody de Whitney Houston. Elle continue de participer à l'émission en tant que chanteuse et actrice. À l'âge de 15 ans, elle commence à écrire ses propres chansons. À 17 ans, elle est la choriste de Noora Noor.
En 2001, Craig fait la une des journaux lorsqu'elle joue sur la scène du Quart Festival par Wyclef Jean. Snoop Dogg s'intéresse également à la musicienne lors du Quart en 2005, et intègre sa chanson Dinner in Bed sur la compilation Welcome to tha Chuuch : The Album de la même année. Par ailleurs, elle connaît pour avoir sauté de la scène du Spektrum d'Oslo lors de l'échauffement des Fugees pendant leur concert au Spektrum d'Oslo en décembre 2005 - et personne ne l'accueillie. En conséquence, elle se brise une rotule en heurtant le sol, et doit être transportée à l'hôpital.
En janvier 2006, elle reçoit l'Alarm Award 2006 en tant que révélation de l'année et est également nommée dans la catégorie « chanson de l'année » pour Boogeyman,. Elle sort son premier album Mira Mira en 2006 et est nommée pour cet album au Spellemannprisen 2006 dans les catégories « artiste féminine » et « révélation de l'année ».
Elle attire également l'attention des médias en 2009 après s'être vantée d'avoir eu recours à la violence et d'avoir battu un ex-petit ami ivre. Craig est l'un des trois juges de l'émission télévisée X Factor 2009, la première saison de la version norvégienne de X Factor. Dans le même temps, elle participe au Zebra Grand Prix.

## Discographie

### Albums studio
- 2006 : Mira Mira
- 2007 : Tribal Dreams
- 2009 : Ghetto Fairytale
- 2014 : See the Light
- 2019 : O2

### Singles
- 2005 : Boogeyman
- 2005 : Headhunted
- 2006 : Who Make Yuh
- 2007 : Leo
- 2009 : I'm the One
- 2010 : I'll Take You High
- 2012 : Aces High
- 2012 : Love or Hate
- 2014 : Black Sheep
- 2014 : Dead or Alive
- 2014 : Fill Yourself With Love
- 2016 : The Hunt
- 2016 : Muse Me
- 2017 : O2
- 2017 : All I Hear
- 2017 : 001
- 2018 : Eclipse
- 2018 : Lovewarriors
- 2018 : So Alive